# Cansu Tosun
Cansu Dicle Tosun (* 26. Januar 1988 in Nürnberg) ist eine türkische Schauspielerin.

## Leben und Karriere
Tosun wurde am 26. Januar 1988 in Nürnberg geboren. Ihre Eltern kommen aus Kayseri. Sie lernte 13 Jahre lang Ballett und arbeitete nebenbei als Fotomodell. Gleichzeitig absolvierte sie die Handelsschule in Deutschland. Ihr Debüt gab sie 2011 in der Fernsehserien Küçük Hanımefendi. 2012 trat sie in Kayıp Şehir.
Außerdem wurde sie 2013 für die Serie Bugünün Saraylısı gecastet. Unter anderem spielte Tosun 2016 in Göç Zamanı mit. Im selben Jahr bekam sie in Familya eine Rolle. 2017 tauchte sie in Bir Deli Sevda auf. Zwischen 2018 und 2019 spielte sie in Mehmetçik Kut'ül Amare mit.

## Filmografie
- 2011–2012: Küçük Hanımefendi
- 2012–2013: Kayıp Şehir
- 2013–2014: Bugünün Saraylısı
- 2013: İksir
- 2016: Göç Zamanı
- 2016: Familya
- 2017: Bir Deli Sevda
- 2018–2019: Mehmetçik Kut'ül Amare
- 2019: I am you
- 2023: Die Toten vom Bodensee – Der Nachtalb (Fernsehreihe)